# Закон По
Зако́н По — интернет-поговорка, названная в честь её автора Натана По, которая отражает идею, что без чёткого указания о намерениях автора может быть очень трудно или вовсе невозможно отличить экстремизм от пародии на него.

## Закон и его значение
Закон По, в общем случае, формулируется следующим образом:
Невозможно создать пародию на экстремизм или фундаментализм без явного указания, что это пародия, чтобы не нашёлся человек, который принял бы всё за правду.

Суть закона По в том, что пародию на какие-либо крайние по своей природе взгляды невозможно отличить от настоящего экстремизма. Следствием закона По является обратное утверждение: 
Искренние фундаменталистские убеждения могут быть ошибочно приняты за пародию на эти убеждения.

## История
Утверждение, называемое законом По, было сформулировано в 2005 году Натаном По на сайте christianforums.com в дискуссии о креационизме. Оригинальное утверждение имело следующее содержание:

Без смайлика или другого явного обозначения юмора совершенно невозможно спародировать креационистов таким образом, чтобы кто-нибудь не принял это за искреннее убеждение.
Оригинальный текст (англ.)Without a winking smiley or other blatant display of humor, it is utterly impossible to parody a Creationist in such a way that someone won't mistake for the genuine article.

Одним из предшественников данного утверждения считается фраза, размещённая на Usenet в 2001 году. По мотивам третьего закона Артура Кларка Алан Морган написал: 
Любой достаточно развитый тролль неотличим от подлинно помешанного на какой-либо идее.